# Mengla
Mengla léase Meng-La (en chino:勐腊县, pinyin:Měnglà xiàn) es un condado bajo la administración directa de la prefectura autónoma de Xishuangbanna. Se ubica al sur de la provincia de Yunnan, sur de la República Popular China. Su área es de 7056 km² y su población total para 2010 fue +280 mil habitantes.

## Administración
El condado de Mengla se divide en 10 pueblos que se administran en 8 poblados y 2 villas.